# UltraDefrag
UltraDefrag es una utilidad de desfragmentación de disco para Microsoft Windows. Antes de la versión 8.0.0 UltraDefrag fue lanzado bajo la Licencia Pública General de GNU. El único otro programa de defragmentación basado en Windows con un GNU GPL fue JkDefrag, descontinuado en 2008.
En 2018 las fuentes de UltraDefrag had sido licenciados a Green Gate Systems, LLC. Su versión mejorada incluye desfragmentación automática, limpieza del disco antes de la desfragmentación, una interfaz gráfica para la configuración del usuario, optimización de unidades de estado sólido, compatibilidad total con Windows 11 y 10 y se dice que es mucho más rápido.
UltraDefrag usa la API de defragmentación de Windows y trabaja en los sistemas operativos Microsoft Windows NT 4.0, 2000, XP, Vista, 7, 8, 8.1, 10, 11. Soporta los sistemas de archivos FAT 12/16/32, exFAT y NTFS.

## Características
- desfragmentación automática
- limpieza automática del disco antes de la desfragmentación
- desfragmentación de archivos y carpetas individuales
- desfragmentación de archivos de sistema bloqueados
- desfragmentación de metarchivos de NTFS (incluida MFT) y secuencias alternativas de datos
- exclusión de archivos por ruta, tamaño y número de fragmentos
- optimización de discos
- límite de tiempo de procesamiento del disco
- desfragmentación de discos con cierto nivel de fragmentación
- hibernación automática o apagado después de la finalización del trabajo
- interfaz gráfica multilingüe (más de 60 idiomas disponibles)
- desfragmentación con un solo clic a través del menú contextual de Explorador de Windows
- interfaz de línea de comando
- edición portátil
- soporte completo de las ediciones de 64 bits de Windows